# Phyllococerus purpurascens
Phyllococerus purpurascens är en skalbaggsart som beskrevs av Waterhouse 1876. Phyllococerus purpurascens ingår i släktet Phyllococerus och familjen Melolonthidae. Inga underarter finns listade i Catalogue of Life.